# 공단로 (양산시)
공단로(Gongdan-ro)은 경상남도 양산시 유산동과 신기동을 잇는 도로이다.

## 노선 경로
- 삼거리 명칭 미상 - 충렬로
- 13번 교차로 - 양산대로 (국도 제35호선)
- 사거리 명칭 미상 - 중앙로, 신기로
- 신기동 진입 부근 끝